# 아마추어 나이트
아마추어 나이트는 1934년부터 매주 수요일 아폴로 극장에서 열리고 있는 스타발굴 오디션이다. 심사위원과 극장을 찾은 관객의 투표로 순위가 정해지며, 본선에서 2위 안에 들어야 다음 라운드로 진출할 수 있다. 예선, 본선 1차전, 본선 2차전, 최종 결선으로 구성되어 있다. 우승 상금은 1만 달러다.

## 역대 주요 출연자
- 마이클 잭슨
- 스티비 원더
- 어셔
- 이펙 킴
- 다이치 (본선 1차전 탈락)
- 권혜인 (우승)
- 지소울 (우승)